# Belmont-Bretenoux
Belmont-Bretenoux é uma comuna francesa na região administrativa de Occitânia, no departamento de Lot. Estende-se por uma área de 6,65 km². Em 2010 a comuna tinha 416 habitantes (densidade: 62,6 hab./km²).